# Baten Kaitos: Eternal Wings and the Lost Ocean
Baten Kaitos: Eternal Wings and the Lost Ocean (яп. バテン・カイトス 終わらない翼と失われた海 батен кайтосу оваранай цубаса то усинаварета уми, «Батен Кайтос: Вечные крылья и потерянный океан») — японская ролевая игра, разработанная компаниями Monolith Soft и tri-Crescendo и выпущенная Namco для GameCube в 2003 году. Сборник Baten Kaitos I & II HD Remaster, содержащий переиздания игры и её приквела Baten Kaitos Origins (2006), вышел в 2023 году на Switch и в 2024 году на ПК.

## Игровой процесс
Baten Kaitos: Eternal Wings and the Lost Ocean представляет собой японскую ролевую игру, в которой игрок управляет отрядом персонажей. Всего в игре шесть играбельных персонажей, которые присоединяются по ходу сюжета. Мир игры состоит из летающих островов, на каждом из которых доступны несколько локаций. Исследуя их, игрок может сражаться с врагами и находить сундуки с сокровищами; в городах можно общаться с NPC, продавать и покупать предметы и выполнять задания.
Предметы в игре представлены в виде карт, называемых магнусами. Они делятся на несколько типов: боевые, используемые в сражениях; лагерные, позволяющие исцелить персонажей вне боя; экипировка, надеваемая на персонажей и дающая им бонусы; и квестовые, необходимые для продвижения по сюжету или выполнения побочных заданий. Некоторые магнусы меняются с течением времени, что влияет на их свойства: например, побег бамбука, восстанавливающий здоровье, превращается в молодой бамбук, наносящий урон.
Когда персонажи сталкиваются на локации с противниками, начинается бой. В сражении участвует до трёх играбельных персонажей. Каждый из них в свой ход получает определённое количество карт из своей колоды, после чего может использовать их для атаки, защиты или исцеления. Комбинации карт с последовательными или одинаковыми номерами дают бонус к эффекту. Часть магнусов относится к одной из шести стихий, разделённых на три противоположных пары: огонь и вода, свет и тьма, хроно и ветер. Использование в одной комбинации карт противоположных стихий ослабляет её эффект; при этом враги могут обладать уязвимостью или устойчивостью к стихиям. Определённые комбинации карт открывают дополнительные магнусы: например, сырая рыба и огненная атака дают жареную рыбу. Во время боя персонажи также могут при помощи камеры делать фотографии врагов, чтобы впоследствии продавать их торговцам; при этом цена фотографии зависит от её качества и редкости. За победу в сражениях персонажи получают очки опыта и магнусы.
В игре представлены контрольные точки двух разных типов: красные позволяют лишь сохранять прогресс, в то время как синие вдобавок дают возможность переместиться в церковь — особую локацию, где игрок может повысить уровень и класс персонажей. Новые уровни увеличивают их характеристики, в то время как класс определяет размер колоды, максимальное количество карт в руке, максимальную длину разыгрываемой комбинации и время, дающееся на ход. Для повышения уровня необходимо накопить достаточно очков опыта, в то время как для прокачки класса нужно найти особые магнусы, уникальные для каждого персонажа.

## Разработка и выход
Первоначальная концепция игры была представлена в 2001 году. Название игра получила в честь звезды Батен Кайтос в созвездии Кита.
Руководители разработки — Ясуюки Хоннэ (Chrono Cross, Xenosaga Episode I: Der Wille zur Macht) и Хироя Хацусиба (Star Ocean, Valkyrie Profile), сценарист — Масато Като (Final Fantasy, Chrono Cross), композитор — Мотои Сакураба (Star Ocean: Till the End of Time).
Выход игры в Японии состоялся 5 декабря 2003 года, в Северной Америке — 16 ноября 2004 года, в Европе — 1 апреля 2005 года. В 2006 году был выпущен приквел Baten Kaitos Origins. Сборник Baten Kaitos I & II HD Remaster, содержащий ремастеры обеих частей серии, был выпущен 15 сентября 2023 года на Nintendo Switch и 18 июня 2024 — на персональных компьютерах.

## Отзывы
| Сводный рейтинг       | Сводный рейтинг |
| Агрегатор             | Оценка          |
| --------------------- | --------------- |
| GameRankings          | 81,30 %         |
| Metacritic            | 80/100          |
| Иноязычные издания    |                 |
| Издание               | Оценка          |
| 1UP.com               | 80/100          |
| EGM                   | 7,33/10         |
| Eurogamer             | 8/10            |
| Game Informer         | 8,75/10         |
| GamePro               | 4,0/5           |
| GameRevolution        | B+              |
| GameSpot              | 8,5/10          |
| GameSpy               | [ 22 ]          |
| GameZone              | 8,5/10          |
| IGN                   | 8,8/10          |
| Jeuxvideo.com         | 19/20           |
| RPGamer               | 3,5/5           |
| RPGFan                | 78 %            |
| Русскоязычные издания |                 |
| Издание               | Оценка          |
| «Страна игр»          | 7,5/10          |

Baten Kaitos: Eternal Wings and the Lost Ocean получила в целом положительные отзывы критиков. Средний балл на Metacritic составил 80 из 100 на основе 48 рецензий, на GameRankings — 81,30 % на основе 58 обзоров.